# La Chèze
La Chèze is een gemeente in het Franse departement Côtes-d'Armor, in de regio Bretagne. De plaats maakt deel uit van het arrondissement Saint-Brieuc.
De kerk Saint-Nicolas van Loudéac werd gebouwd vanaf 1758. Voor de bouw werden stenen van het vervallen kasteel van La Chèze gebruikt.

## Geografie
De oppervlakte van La Chèze bedraagt 2,5 km².
De onderstaande kaart toont de ligging van La Chèze met de belangrijkste infrastructuur en aangrenzende gemeenten.

## Demografie
Onderstaande figuur toont het verloop van het inwonertal (bron: INSEE-tellingen).